# Nima Djama
Nima Djama Miguel ou en somali Nimco Jaamac Migil, née en 1948 à Ali Sabieh, est une autrice-compositrice-interprète djiboutienne.

## Biographie
Nimco Jaamac Migil vient d'une famille nomade des Issas, clan des Somalis.
Elle commence à chanter en 1969, à l'âge de 21 ans. Djama chante Gabdhayahow, une chanson de protestation contre le refus de l'administration française d'organiser un référendum équitable pour que son pays devienne une nation indépendante ; il y eut des fraudes électorales lors du référendum de 1967 qui fait conserver Djibouti comme une colonie. Après cette chanson, elle devient populaire dans tout le pays. Elle rejoint ensuite la troupe culturelle en tant que chanteuse somalie.
Elle est une opposante à Ismaïl Omar Guelleh, président de Djibouti à partir de 1999. Elle est privée de son passeport canadien en 2008 puis mise en prison en 2009. De 2010 à 2015, elle vit à Ottawa, au Canada. À son retour au pays, elle est accueillie par les opposants au président qui subissent une répression.